# アイマーク人
アイマーク人（英語: Aimak または Aymaq、ペルシャ語: ایماق）は、ペルシア語を話す遊牧民・半遊牧民の集団ことである。アフガニスタン西部のゴール州やイランのホラーサーン州に在住する。主にイラン系だが、モンゴル系も居る。

## 由来
「アイマーク」という言葉はモンゴル語で「部族」や「放牧領域」、遊牧地を共有する遊牧民の共同体を意味している。言語的にも歴史的にも証拠は無いが、イランの古代伝説に登場する半神の王「イマ」（仏教で言う閻魔）やジャムシードと無理やり関連付ける説がある。

## 部族
アイマーク人はチャハール・アイマークとして知られている。チャハールとは「4」の意味で、タイマーニー族（ゴール州の主な住民）、フィールーズクーヒー族、ジャムシーディー族、タイムリ族を指す。別の説では4部族にアイマーク・ハザーリー族が入ったり、タイムリ族がタヒリ族やズリ族、マレキ族、ミシュマスト族と共に「小アイマーク」や 「その他のアイマーク」（Aimaq-e diga）と呼ばれることがある。
| 名称                     | 出身       | 人口（３カ国） | 備考                                             |
| ------------------------ | ---------- | -------------- | ------------------------------------------------ |
| タイマーニー族           | イラン系   | 59万2000人     | ゴール州など。                                   |
| フィールーズクーヒー族   | イラン系   | 29万6000人     |                                                  |
| ジャムシーディー族       | イラン系   | 15万9000人     |                                                  |
| タイムリ族               | モンゴル系 | 33万4000人     | タヒリ族やズリ族、マレキ族、ミシュマスト族など。 |
| アイマーク・ハザーリー族 | モンゴル系 | 23万9000人     |                                                  |

## 分類

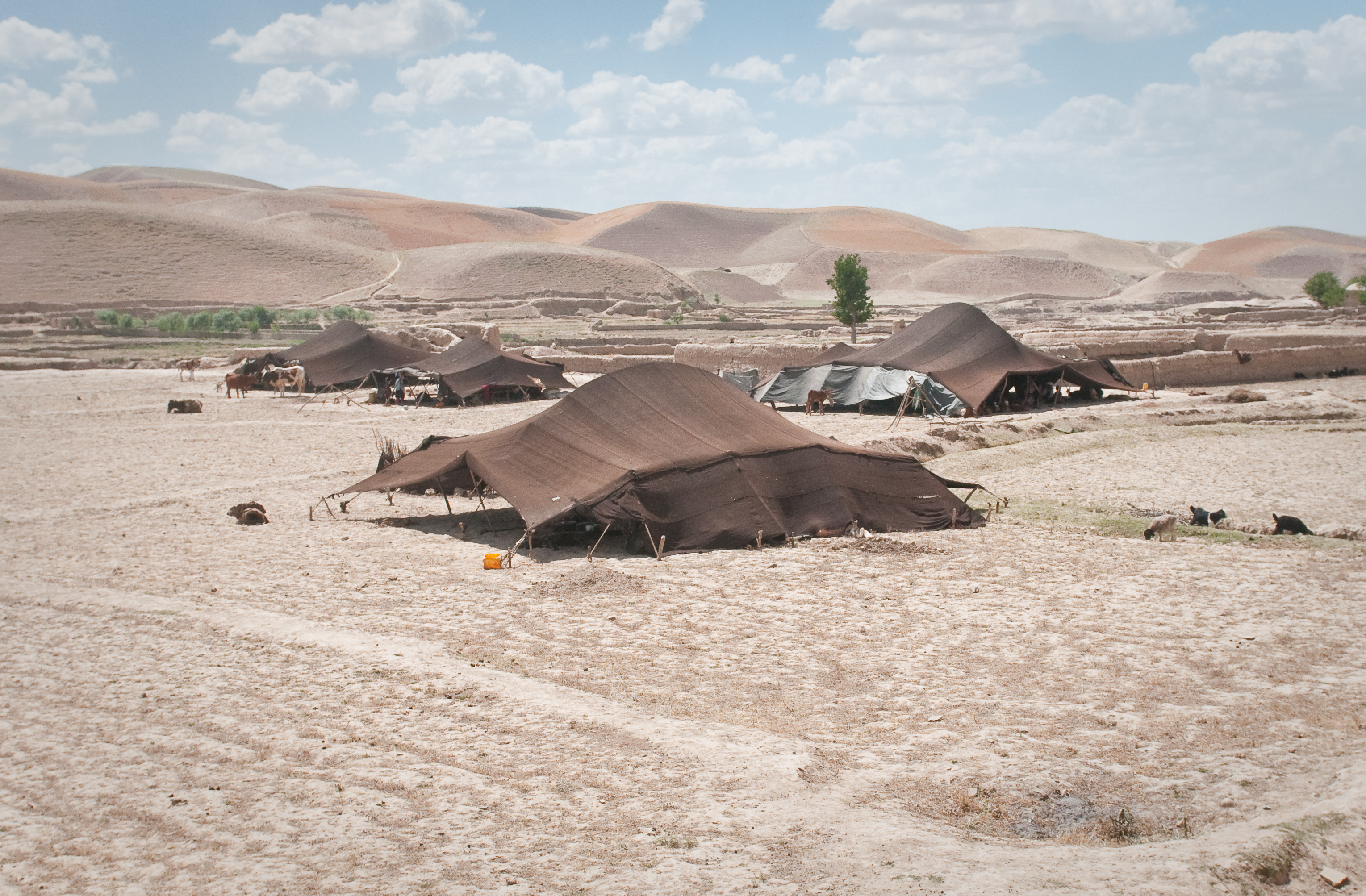
遊牧民の黒いテント

アイマーク人は2種類に分けることが出来る。タイマーニー族やフィールーズクーヒー族、ジャムシーディー族はアフガニスタンでは伝統的な黒いテントに住んでいる。彼らはイラン人が起源であり、自分達をタジク人と呼んでいる。アフガニスタンのアイマーク族の大半はイラン系の3つの支族である。一方、タイムリ族やアイマーク・ハザーリー族はゲルに住んでいる。物理的な外見や住居の形態から明らかなように、彼らはモンゴル人が起源のアイマークである。

## 分布

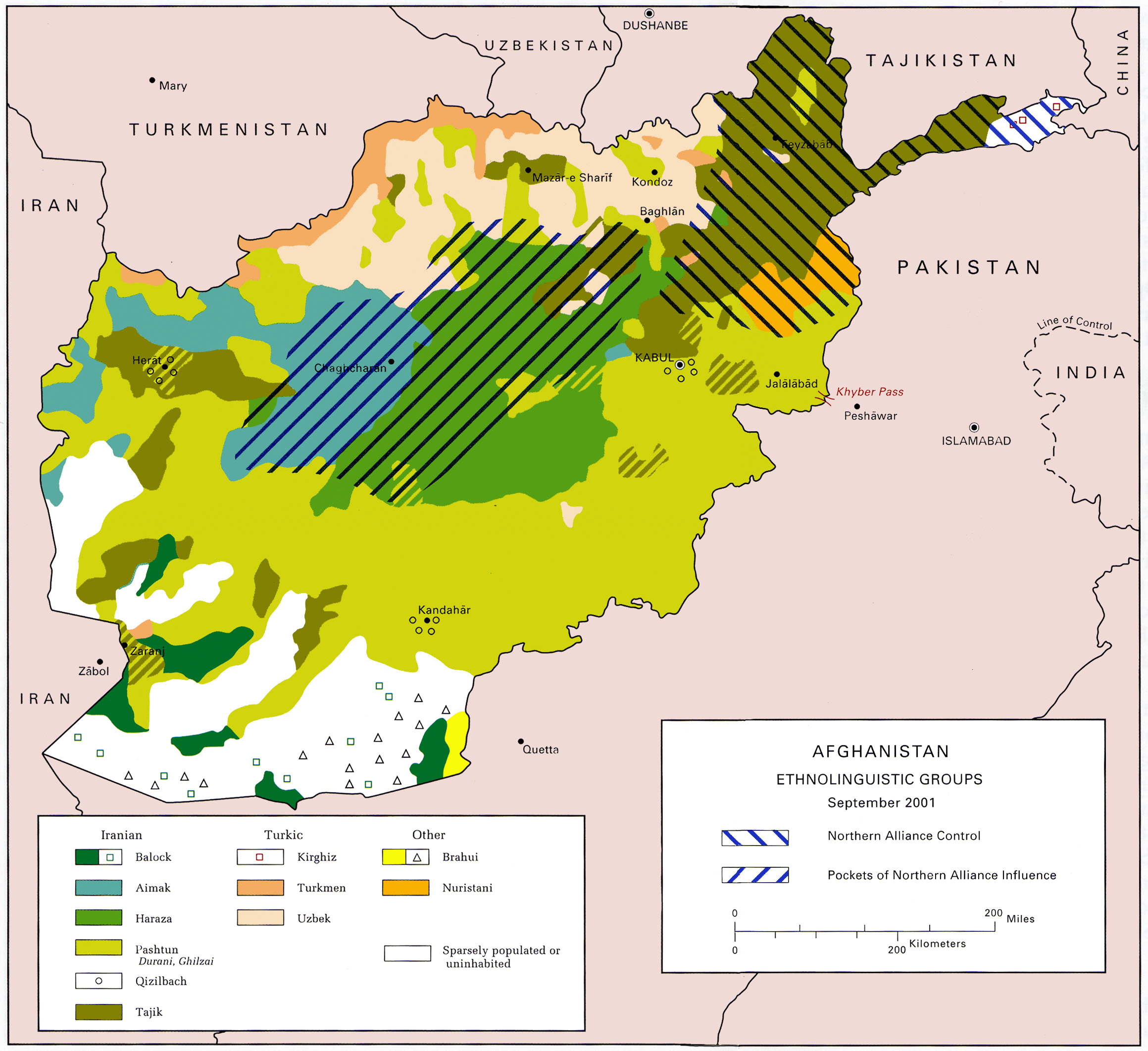
2001年のアフガニスタンの民族地図。青がアイマーク人

アイマーク人の人口は調査によって異なり、25万～200万人である。アイマーク人はタジク人やハザーラ人とある程度は近い関係にあるので、アフガニスタンの国勢調査ではタジク人に分類されている。アイマーク人はアフガニスタンの西部や中央部に住んでおり、ゴール州では多数派を占めている。ヘラート州やバードギース州の西部にも沢山住んでいて、ファラー州やファーリヤーブ州、ジョウズジャーン州、サーレポル州にも幾らか住んでいる。

## 言語
アイマーク人のペルシャ語はアイマーク方言であり、いくつかの下位方言に分かれる。なお南方のタイマーニー族やイランのマレキに住むアイマーク人はパシュトー語を話す。

## 宗教
ハザーラ人の大半がシーア派であるのとは対照的に、アイマーク人は殆どがスンナ派のムスリムである。